# Christian Kjellvander
Christian Kjellvander (Malmö, 13 maggio 1976) è un cantante svedese, ex membro dei Loosegoats e Songs of Soil.

## Biografia
Songs from a Two-Room Chapel (2002), primo album in studio da solista, ha raggiunto la 27ª posizione della Sverigetopplistan. Introducing the Past (2003) è stato il suo primo LP a entrare la top 20 svedese, mentre Faya (2005) ha scalato la classifica fino al 6º posto.
I Saw Her From Here/I Saw Here From Her (2007) ha goduto anch'esso di successo commerciale, facendo l'entrata alla 6ª posizione. Sia The Rough and Rynge (2010) che The Pitcher (2013) si sono collocati nella top 20 nazionale. A Village: Natural Light (2016) è anch'esso entrato all'interno della classifica svedese.
Wild Hxmans (2018) ha fatto il debutto in 59ª posizione nella graduatoria della IFPI Sverige. Ha ricevuto diverse nomination ai premi Grammis.

## Discografia

### Da solista

#### Album in studio
- 2002 – Songs from a Two-Room Chapel
- 2003 – Introducing the Past
- 2005 – Faya
- 2007 – I Saw Her From Here/I Saw Here From Her
- 2010 – The Rough and Rynge
- 2013 – The Pitcher
- 2016 – A Village: Natural Light
- 2018 – Wild Hxmans
- 2020 – About Love and Loving Again
- 2023 – Hold Your Love Still

#### Singoli
- 2002 – Homeward Rolling Soldier
- 2002 – Oh Night
- 2003 – Portugal
- 2004 – Waiting Around to Die/Over and Over
- 2005 – Drunken Hands
- 2021 – Tag och skriv

### Loosegoats
- 1997 – For Sale by Owner
- 1997 – A Mexican Car in a Southern Field
- 1999 – Plains, Plateaus and Mountains
- 2001 – Her, the City, et al
- 2012 – Ideas for to Travel Down Death's Merry Road

### Songs of Soil
- 2000 – The Painted Trees of Ghostwood